# Scotophaeus retusus
Scotophaeus retusus är en spindelart som först beskrevs av Simon 1878.  Scotophaeus retusus ingår i släktet Scotophaeus och familjen plattbuksspindlar.
Artens utbredningsområde är Frankrike. Inga underarter finns listade i Catalogue of Life.